# Valentin Couturier
Pour les articles homonymes, voir Couturier.
Valentin Couturier est un homme politique français né le 2 mai 1829 à Vaise (Rhône) et décédé le 18 juin 1902 à Lyon.

## Biographie
Toiseur à la compagnie de chemin de fer Paris-Lyon-Marseille, employé de préfecture, maître tisseur, marchand de vin, il prend part au mouvement insurrectionnel de 1849, ce qui lui vaut plusieurs années de prison. Élu en 1888 conseiller municipal radical-socialiste de Lyon dans le quartier de la Croix-Rousse, il est député du Rhône l'année suivante. Il s'inscrit au groupe ouvrier. Soutenu par le Parti ouvrier français (POF) de Jules Guesde, il est réélu lors des élections de 1893. Il participe à plusieurs congrès nationaux du parti guesdiste. Il ne se représente pas en 1898.

## Source
- « Valentin Couturier », dans le Dictionnaire des parlementaires français (1889-1940), sous la direction de Jean Jolly, PUF, 1960 [détail de l’édition]